# Екимово (Архангельская область)
Екимово — нежилая деревня в Вельском районе Архангельской области. Входит в состав Пуйского сельского поселения.

## География
Деревня находится в южной части Архангельской области, в таёжной зоне, в пределах северной части Русской равнины, на правом берегу реки Пуя, на расстоянии 72 км от райцентра Вельск. В 2 км к юго-западу от деревни находится село Долматово. Через Екимово проходит трасса М8 (Москва — Ярославль — Вологда — Архангельск). От деревни начинается автодорога Р2 (Долматово — Няндома — Каргополь).
Климат
Климат характеризуется как умеренно континентальный, с прохладным и дождливым летом. Средняя температура воздуха самого холодного месяца (января) составляет −12,7 °C; самого тёплого месяца (июля) — 18 °C. Среднегодовое количество атмосферных осадков составляет 763,7 мм.
Часовой пояс
Екимово, как и вся Архангельская область, находится в часовой зоне МСК (московское время). Смещение применяемого времени относительно UTC составляет +3:00.

## История
В «Списке населенных мест Архангельской губернии На 1-е мая 1922 г», населённый пункт упомянут как деревня Гришинская (Екимовская), расположенная в 79 верстах от уездного города Шенкурска. В деревне насчитывалось 5 дворов и проживало 27 человек (11 мужчин и 16 женщин).
До 1929 года деревня входила в состав Пуйской волости Шенкурского уезда Архангельской губернии. С 1929 года по 1959 год Екимово входило в состав Ровдинского района. С 1959 года — в составе Вельского района.

## Население
| 2002 | 2010 | 2012 | 2014 |
| ---- | ---- | ---- | ---- |
| 0    | →0   | →0   | →0   |